# WTA de Jūrmala
O WTA de Jūrmala – ou Baltic Open, na última edição – foi um torneio de tênis profissional feminino, de nível WTA International.
Realizado em Jūrmala, na Letônia, estreou em 2019 e durou uma edição. Programada para acontecer, a edição de 2020 foi cancelada por causa da pandemia de COVID-19. Nos anos seguintes, sequer apareceu nos cronogramas. Os jogos eram disputados em quadras de saibro durante o mês de julho.

## Finais

### Simples
| Ano                                                         | Campeã               | Vice-campeã    | Resultado     |
| ----------------------------------------------------------- | -------------------- | -------------- | ------------- |
| Torneio não realizado em 2020 devido à pandemia de COVID-19 |                      |                |               |
| 2019                                                        | Anastasija Sevastova | Katarzyna Kawa | 3–6, 7–5, 6–4 |

### Duplas
| Ano                                                         | Campeãs                        | Vice-campeãs                       | Resultado         |
| ----------------------------------------------------------- | ------------------------------ | ---------------------------------- | ----------------- |
| Torneio não realizado em 2020 devido à pandemia de COVID-19 |                                |                                    |                   |
| 2019                                                        | Sharon Fichman Nina Stojanović | Jeļena Ostapenko Galina Voskoboeva | 2–6, 7–61, [10–6] |